# Technomyrmex laurenti
Technomyrmex laurenti är en myrart som först beskrevs av Carlo Emery 1899.  Technomyrmex laurenti ingår i släktet Technomyrmex och familjen myror.

## Underarter
Arten delas in i följande underarter:
- T. l. congolensis
- T. l. laurenti